# Phyllotreta exclamationis
Phyllotreta exclamationis es una especie de insecto coleóptero de la familia Chrysomelidae. Fue descrita en 1784 por Thunberg.
Mide 1.5 a 1.8mm. Prefiere hábitats con agua o cerca de agua. Se encuentra en Europa. Se alimenta de Brassicaceae como muchos otros miembros del género.